# Laberviadukt
Das Laberviadukt (auch Eisenbahnbrücke Deining oder Deininger Brücke genannt) ist eine 319 Meter lange Eisenbahnbrücke südöstlich von Neumarkt in der Oberpfalz. Hier überquert die Bahnstrecke Nürnberg–Regensburg das Tal der Weißen Laber im Gemeindebereich Deining. 

## Geschichte

### Die Notwendigkeit einer Talquerung
Als die AG der Bayerischen Ostbahnen ab 1869 die Planungen für eine Strecke Nürnberg – Neumarkt – Regensburg aufnahm, war von Neumarkt aus zunächst eine Streckenführung weiter nördlich über Velburg nach Seubersdorf vorgesehen. Auf Grund erheblicher Gegenstimmen im Velburger Magistrat schlug eine Verwirklichung jedoch fehl, so dass die Strecke durch das wesentlich anspruchsvollere Terrain über Deining und Batzhausen geführt werden musste. Eine andere Trassenführung war praktisch unmöglich, da nur so der Aufstieg in die Fränkische Alb zu bewältigen ist. Unter anderem musste nun das Tal der Weißen Laber überquert werden. Um eine solche Talquerung nicht zu kostspielig zu gestalten, war zunächst ein 340 Meter langer Tunnel in der Nähe von Kleinalfalterbach vorgesehen, so dass die Bahnlinie das Tal in nicht allzu großer Höhe queren könnte. Probebohrungen führten jedoch schnell zu der Erkenntnis, dass der Sandstein der Region um Deining sehr brüchig und für den Tunnelbau mit den damaligen technischen Möglichkeiten gänzlich ungeeignet war. Man entschied sich, die Strecke lediglich durch einen auszuhebenden Geländeeinschnitt zu führen. Das Aushubmaterial wurde anschließend sofort für Dammaufschüttungen rund um die Brücke verwendet.

### Komplizierte Bauarbeiten

Hölzernes Lehrgerüst für den Zusammenbau der eisernen Fachwerkträger

Die Bauarbeiten für die Brücke begannen im Herbst 1870. Zunächst wurde mit der Aufschüttung des Damms begonnen, der im März 1871 bereits 132 Meter lang und 16 Meter hoch war. Dem von Osten her kommenden Damm sollte eine gerade Brücke folgen, die von zwei Pfeilern gestützt wird. Die sich daraus ergebenden Zwischenräume sollten jeweils 60 Meter lang sein. Auf Grund von starkem Dauerregen kam es jedoch zu einem schweren Rückschlag. In der Nacht auf den 20. März 1871 kam der ganze Damm ins Rutschen, riss das begonnene Widerlager (Endpfeiler) der Brücke mit sich und wälzte sich ins Tal, so dass vom eigentlichen Damm nichts mehr übrig blieb. 
Die komplette Brücke wurde nun neu geplant. Sie wurde höher angesetzt; es sollten nun vier Pfeiler im Abstand von jeweils 72 Metern errichtet werden. Dadurch, dass die Brücke so um 150 Meter verlängert wurde, geht die gerade Strecke nun bereits in der Mitte der Brücke in eine Kurve über. Zahlreiche Sandsteinquader wurden in der näheren Umgebung gebrochen. Im Tal neben der Brücke entstand ein hölzernes Lehrgerüst für den Zusammenbau der eisernen Fachwerkträger. Auf der Baustelle waren zahlreiche Arbeiter nicht nur aus dem süddeutschen Raum beschäftigt, sondern auch aus Österreich und Italien. Für diese wurden rund um das bereits fertiggestellte Bahnhofsgebäude zahlreiche Wohnungen errichtet, es entstand die Siedlung Deining-Bahnhof.
Zusammen mit dem Streckenabschnitt Neumarkt–Seubersdorf konnte die eingleisige Brücke am 15. Mai 1873 eingeweiht und in Betrieb genommen werden. Die Baukosten wurden mit 32.077.406 Mark angegeben.

### Ausbau für den zweigleisigen Betrieb

Ergänzung des zweiten Gleises

Die AG der Bayerischen Ostbahnen wurde 1875 vom Königreich Bayern übernommen, dadurch wurde der gesamte Bahnverkehr auf der Strecke verstaatlicht. Um die Kapazität der Strecke zu erhöhen, wurde die konkrete Planung für den schon ursprünglich vorgesehenen zweigleisigen Ausbau aufgenommen. Da Widerlager und Pfeiler der Brücke bereits entsprechend breit gebaut worden waren, blieb der Planungs- und Kostenaufwand gering. 1895 konnten mit zwei Dampfloks die nötigen Belastungstests durchgeführt und auch das zweite Gleis für den Verkehr freigegeben werden. Damit konnte der Fahrplan zwischen Neumarkt und Regensburg wesentlich verdichtet werden.

### Weiterer Ausbau und Generalüberholung
Dadurch, dass im Laufe der Zeit Lokomotiven und Waggons immer größer und schwerer wurden, wurde die gesamte Brücke 1925 in ihrer Konstruktion verstärkt. Bereits 1949 wurde die Eisenbahnstrecke elektrifiziert. Das größte Problem stellte jedoch die in der Brückenmitte beginnende Kurve dar: Züge durften die Brücke nur mit einer Geschwindigkeit von 50 km/h überqueren, Zugbegegnungen auf der Brücke mussten vermieden werden. Die Deutsche Bundesbahn entschloss sich deshalb, die Brücke komplett zu überholen. Diese Arbeiten wurden von 1960 bis 1969 im laufenden Betrieb durchgeführt. Die Fugen der gemauerten Pfeiler wurden mit Zementleim ausgespritzt, das Stahlfachwerk wurde erneuert und darunter eine Auflagefläche aus Stahlbeton angebracht, um so die Last besser zu verteilen. Insgesamt wurden 950 Tonnen Stahl und mehr als 38.000 Schrauben verbaut. 
Durch diese Arbeiten wurde die Belastungsgrenzen der Brücke erhöht. Züge können heute problemlos die Brücke auch gemeinsam befahren, ICE-Züge überqueren hier das Labertal mit bis zu 120 km/h.
Die jüngsten Sanierungsarbeiten wurden im Jahr 2017 durchgeführt.